# Malcolm Carpenter
Malcolm Scott Carpenter (Boulder, 1º maggio 1925 – Denver, 10 ottobre 2013) è stato un astronauta e acquanauta statunitense.
Nella tenera età di tre anni, Carpenter dovette assistere al divorzio dei genitori. A causa della malattia della madre, che soffriva di tubercolosi, Carpenter è cresciuto in famiglie di amici della madre. Dopo lo studio di meccanica di volo presso l'Università di Boulder, nel 1949 Carpenter si arruolò come volontario presso la marina militare americana. Nel 1951 divenne pilota e tre anni dopo, nel 1954, pilota per voli d'esercitazione.
Nel 1959 venne scelto dalla NASA a far parte del primo gruppo di astronauti americani, i famosi Mercury Seven. Assunse l'incarico speciale quale addetto alla comunicazione e navigazione. Durante il primo volo in un'orbita intorno alla Terra di un astronauta americano nel febbraio 1962, Carpenter fu pilota di riserva di John Glenn - il pilota incaricato di tale missione.
In un primo momento, la NASA aveva scelto Deke Slayton come pilota per il secondo volo di questo tipo. A causa dell'inidoneità al volo attestata al pilota previsto a causa di problemi al cuore, fu Carpenter a essere incaricato per questa missione.
Il 24 maggio 1962 venne dunque lanciata la missione Mercury-Atlas 7. Nella capsula Aurora 7 effettuò tre giri intorno alla Terra per atterrare nelle acque dell'oceano Atlantico. I calcoli dell'atterraggio furono talmente sbagliati, che il tutto avvenne a oltre 300 km dalla nave addetta al recupero. Pertanto Carpenter dovette attendere più ore prima di essere recuperato. La NASA inoltre non fu soddisfatta dei risultati ottenuti e in particolar modo della scarsa collaborazione di Carpenter. Immediatamente dopo il recupero gli venne dunque comunicato che non sarebbe stato più preso in considerazione per future missioni nello spazio.
Ciò nonostante Carpenter non lasciò la NASA. Fu dunque incaricato di collaborare alla costruzione del modulo lunare per il programma Apollo.
Nell'estate del 1965 la NASA gli concesse un'aspettativa per consentirgli di partecipare al progetto della marina militare americana Sealab-II. Passò dunque un mese in una stazione e laboratorio subacqueo a una profondità di 60 metri.
Ritornato alla NASA, Carpenter venne, fra l'altro, incaricato dell'addestramento subacqueo degli astronauti.
Ad agosto del 1967 Carpenter lasciò definitivamente la NASA per dedicarsi esclusivamente al suo servizio in marina. Venne immediatamente incaricato della direzione degli acquanauti del progetto Sealab-III. Nel 1969 si congedò definitivamente dal servizio militare.
Dopo la sua carriera militare, Carpenter fondò la Sear Sciences, un'impresa che aveva lo scopo di esplorare e profittare al meglio delle risorse marine. In questo intento collaborò strettamente con l'oceanografo Jacques-Yves Cousteau. Effettuò immersioni in tutti gli oceani della Terra, come pure sotto i ghiacci del mare polare artico.
Carpenter scrisse due romanzi e un'autobiografia. È stato sposato quattro volte, l'ultima nel 1974, e ha avuto otto figli da tre mogli, di cui uno, nato dal primo matrimonio, morto in età infantile, l'ultimo avuto dalla terza moglie quando aveva già superato l'età di 60 anni.
Morì nel 2013 ed oggi riposa nel cimitero di famiglia presso il Ranch di Steamboat Springs, Colorado.